# Svjetski kup u hokeju na travi za žene 1976.
2. svjetski kup u športu hokeju na travi za žene se održao 1976. u SR Njemačkoj, u zapadnom Berlinu.
Krovna organizacija za ovo natjecanje je bila Međunarodna federacija za hokej na travi.

## Sudionice
Sudjelovalo je jedanaest djevojčadi, pored domaćina SR Njemačke, i izabrane djevojčadi iz Francuske, Nizozemske, Austrije, Argentine, Švicarske, Meksika, Nigerije, Belgije, Španjolske i Italije.

## Konačna ljestvica
| Mj. | Djevojčad   |
| --- | ----------- |
| 1.  | SR Njemačka |
| 2.  | Argentina   |
| 3.  | Nizozemska  |
| 4.  | Belgija     |
| 5.  | Španjolska  |
| 6.  | Francuska   |
| 7.  | Meksiko     |
| 8.  | Švicarska   |
| 9.  | Austrija    |
| 10. | Italija     |
| 11. | Nigerija    |

| Svjetske prvakinje 1976. |
| ------------------------ |
| SR Njemačka Prvi naslov  |